# Metacnemis secundaris
Metacnemis secundaris är en trollsländeart som beskrevs av Aguesse 1968. Metacnemis secundaris ingår i släktet Metacnemis och familjen flodflicksländor. IUCN kategoriserar arten globalt som otillräckligt studerad. Inga underarter finns listade i Catalogue of Life.